# David Shaughnessy
David Shaughnessy (Londra, 7 agosto 1957) è un doppiatore e regista britannico. Suo fratello maggiore è l'attore Charles Shaughnessy.

## Filmografia
- Labyrinth - Dove tutto è possibile, regia di Jim Henson (1986)
- Investigazione letale, regia di Simon Langton (1986)
- Ricordi di guerra, miniserie TV (1988)
- Big Hero 6, regia di Don Hall e Chris Williams (2014)

## Doppiatori italiani
Da doppiatore è stato sostituito da:
- Toni Orlandi in Big Hero 6, Big Hero 6: la serie
- Natale Ciravolo in Indiana Jones e l'antico cerchio